# Мехметчик

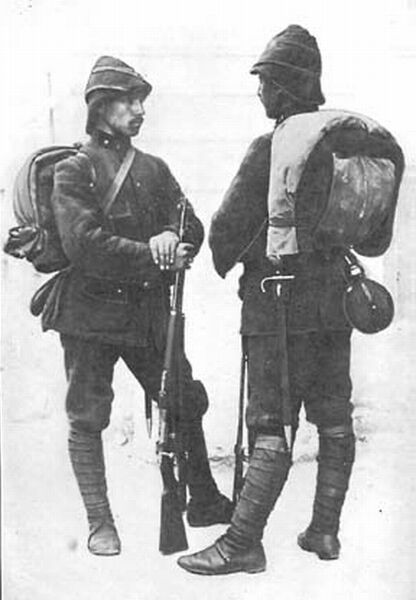
Мехметчики. Когда было сделано фото, неизвестно.

Мехметчик (дословно — «крошка Мехмет») — собирательное название, с лаской употреблявшееся в отношении военнослужащих вооружённых сил Турецкой Республики и Османской империи. В Великобритании в качестве эквивалента употребляется «Томми Аткинс», в США — «добой» или «G.I. Joe», в Австралии — «диггер», в Новой Зеландии в годы Гражданской войны в США в отношении солдат, принимавших участие на стороне Конфедерации, — «Джонни Реб». К примеру, такие термины, как Пийаде Мехметчик (пехотинец «крошка мехмет»), Сювари Мехметчик (кавалерист «крошка Мехмет»), Топчу Мехметчик (артиллерист «крошка Мехмет»), в отличие от «мехметчика», практически не употреблялись.
Согласно некоторым утверждениям, название было образовано от имени Мехмет Чавуша, сержант Османской армии, сражавшийся во время Галлиполийской кампании первой мировой войны.